# 남위례역
남위례역(南慰禮驛, Namwirye station)은 경기도 성남시 수정구 복정동에 있는 수도권 전철 8호선의 전철역이다. 이 역에만 지상 구간이다.
위례신도시 입주민들의 청원에 따라 2019년 12월 23일에 착공하여 2021년 12월 18일에 개통하였다. 추후 위례선이 개통되면 환승역이 될 예정이다. 창곡천 하저터널로 복정역과 연결된다.

## 연혁
- 2018년 4월 16일 : 성남 도시계획시설(철도:8호선 추가역) 실시계획인가 고시[2]
- 2019년 12월 23일 : 착공
- 2020년 6월 17일 : "남위례" 역명으로 확정됨[3]
- 2021년 6월 23일 ~ 7월 1일 : 시운전[4]
- 2021년 12월 18일 : 개통과 함께 영업 개시

## 역 구조
승강장은 2면 2선의 상대식 승강장으로 운영되며, 승강장은 스크린도어가 설치돼 있다. 이 역은 반대편 승강장으로 횡단이 불가능한 역인데, 별내 방면 개찰구는 2층에, 모란 방면 개찰구는 3층에 있기 때문이다.

### 승강장
| 복정(동서울대학교) ↑ |
| \| 상                |
| ↓ 산성               |

| 상행 | ● 수도권 전철 8호선 | 복정(동서울대학교)·가락시장 · 석촌(한솔병원)·별내(삼육대학교) 방면 |
| 하행 | ● 수도권 전철 8호선 | 산성 · 단대오거리(신구대학교)·수진 · 모란 방면                     |

## 역 주변
| 나가는 곳 | 방면                  |
| --------- | --------------------- |
| 1         | 복정동                |
| 2         | 복정동                |
| 3         | 위례동 밀리토피아시티 |
| 4         | 위례동                |
| 5         | 복정고등학교          |

## 논란

### 역명 논란
이 역의 가칭을 역 인근을 지나는 헌릉로의 성남시 구간의 옛 이름인 우남로를 따서 우남(雩南)역이라고 불러 논란이 일었다. 우남은 대한민국 초대 대통령 이승만의 호인데, 이승만은 상해임시정부, 한성정부, 대한민국 임시 정부, 해방 이후 대한민국의 초대 대통령이지만 독재자라는 평가가 있기 때문이다. 건국 대통령이기 때문에 정당하다는 의견과 독재를 한 이력이 있는 인물의 호를 사용하는 것은 부적절하다는 의견이 있다. 당시 서울 지하철 8호선의 운영사였던 서울특별시 도시철도공사(현 서울교통공사)는 2017년 2월 이에 역명 제정을 위해 어떤 절차도 진행되지 않아, '8호선 추가역'이라는 이름을 공식 가칭으로 사용한다고 밝혔다. 우남역이라는 이름이 처음으로 사용된 것은 위례신도시 광역교통대책이 수립된 2008년이다.

### 설계 논란
가스충전소를 수용하여 역사를 지으려다가 110억원 보상 문제로 가스충전소를 제외하고 역을 짓기로 해 개통이 2년 늦어지게 되었다.

## 사진

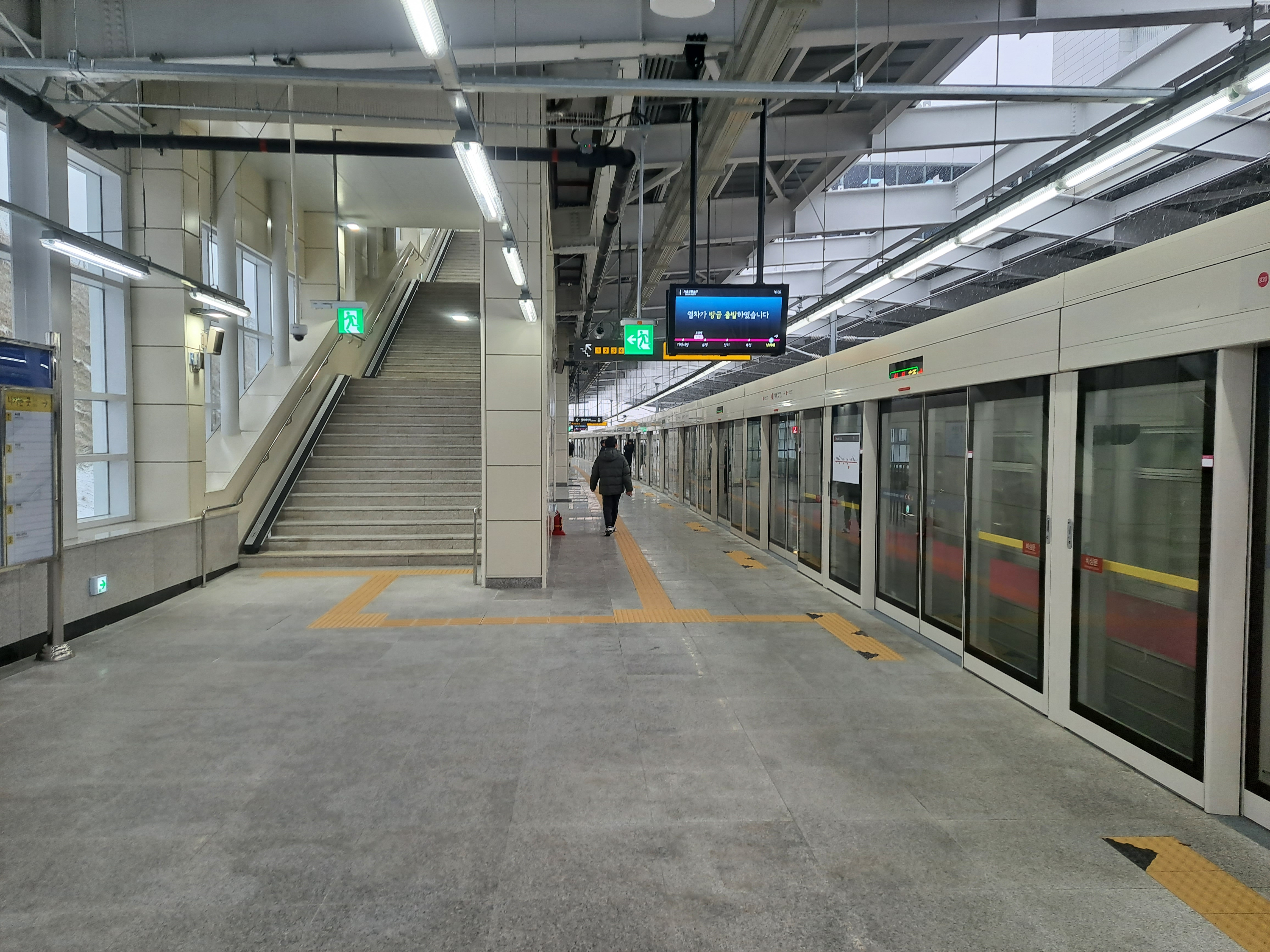
승강장

## 인접한 역
| 서울 지하철 8호선  | 서울 지하철 8호선   | 서울 지하철 8호선  |
| ------------------ | ------------------- | ------------------ |
| 820 복정 별내 방면 | ● 수도권 전철 8호선 | 822 산성 모란 방면 |